# Brasserie

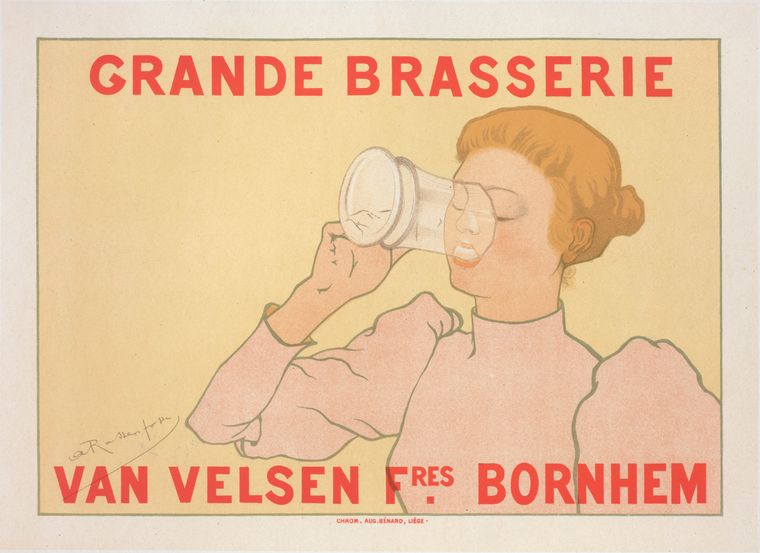
Tradicionalmente, una brasserie es una cervecería francesa o belga. Cartel belga de 1896-1900.

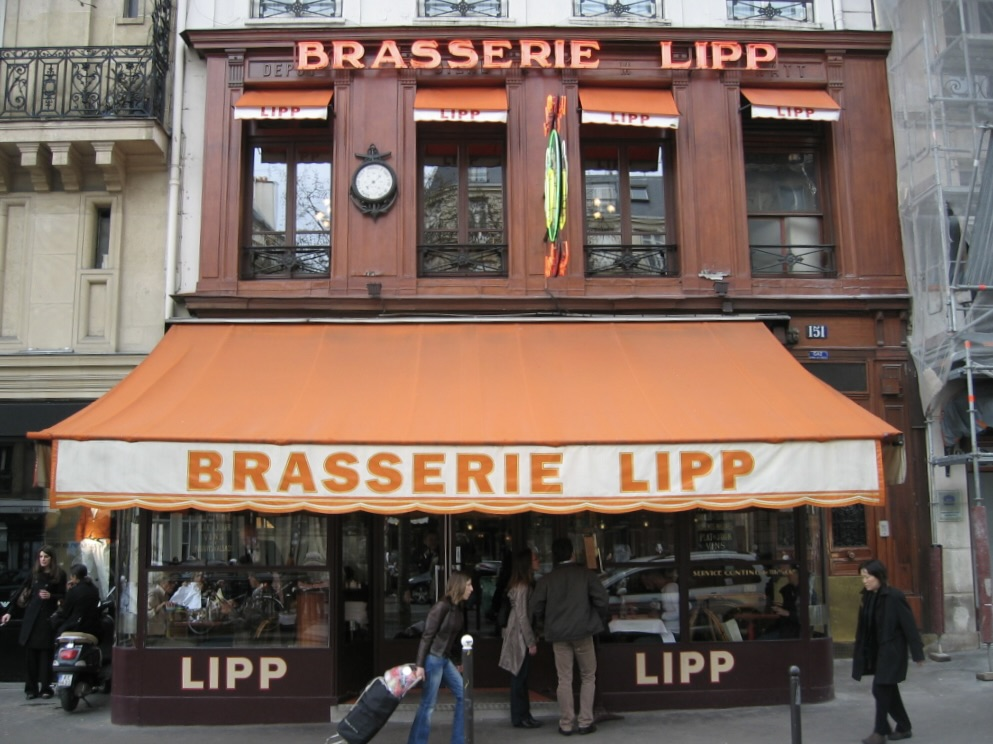
Brasserie Restaurant

En Francia, Flandes y el mundo francófono, la brasserie es un café-restaurante de ambiente relajado, donde se sirven platos u otras comidas. Se espera que haya servicio de mesa profesional y un menú impreso (a diferencia del bistró, que no posee ninguno de ellos); a pesar de ello se considera un sitio en el que se sirven comidas de forma informal a la hora del almuerzo. Por regla general, una brasserie está abierta todo el día y todos los días de la semana, sirviendo el mismo menú todo el día.

En francés, la palabra brasserie significa cervecería, tanto el lugar de fabricación de la cerveza como el de expendeduría de la misma; la palabra proviene del verbo arcaico brasser (bracear), ya que para mezclar las maltas cerveceras con el lúpulo en el agua que se transformaría en cerveza era menester (antes de la primera revolución industrial) que los operarios movieran con sus brazos la mezcla cervecera.

## Ejemplos debrasseriescélebres
- La Coupole, París
- Le Grand Colbert, París
- Lipp, París
- La Mort Subite, Bruselas